# Élections cantonales de 1877 en Guadeloupe
Les élections cantonales ont eu lieu les 25 mars et 1er avril 1877 dans la colonie de la Guadeloupe.
Ce conseil général colonial possède plus de pouvoir qu'un conseil général de métropole.

## Mode de scrutin
Les vingt-quatre conseillers généraux de la colonie de la Guadeloupe sont élus au suffrage universel masculin, dans le cadre de 12 cantons. Six sont à a renouveler tous les trois ans.
Le mode d'élection choisit est le scrutin majoritaire plurinominal à deux tours : 
- au premier il faut obtenir la majorité des voix plus une et au moins un quart du votes des inscrits sur les listes électorales ;
- au second tour (ballotage) le (ou les) candidat(s) avec le plus de voix est élu.

## Résultats par canton

### Canton de Basse-Terre
- Trois conseillers sont à élire.

| Candidats | Candidats             | Étiquette | Premier tour | Premier tour | Ballotage | Ballotage |
| Candidats | Candidats             | Étiquette | Voix         | %            | Voix      | %         |
| --------- | --------------------- | --------- | ------------ | ------------ | --------- | --------- |
|           | Simor Saint-Just *    | Conserv   | 565          | 73,95        | 738       | 71,37     |
|           | Louis Mollenthiel *   | Conserv   | 420          | 54,97        | 437       | 42,26     |
|           | Armand Lignières      | Conserv   | 416          | 54,45        | 519       | 50,19     |
|           | Henry Lavau           |           | 258          | 33,77        |           |           |
|           | F. Lambert            |           | 228          | 29,84        |           |           |
|           | Saint-Félix Colardeau |           | 135          | 17,67        |           |           |
|           | E. Vincent            |           | 132          | 17,28        |           |           |
|           |                       |           |              |              |           |           |
| Inscrits  | Inscrits              | Inscrits  | 3 661        | 100,00       | 3 665     | 100,00    |
| Votants   | Votants               | Votants   | 764          | 20,87        | 1 034     | 28,20     |
| Exprimés  |                       |           |              |              |           |           |

*sortant

### Canton de Pointe-à-Pitre
- Trois conseillers sont à élire. Ces élections ont pour but de remplacer des conseillers partis en cours de mandat.

| Candidats | Candidats              | Étiquette | Premier tour | Premier tour | Ballotage | Ballotage |
| Candidats | Candidats              | Étiquette | Voix         | %            | Voix      | %         |
| --------- | ---------------------- | --------- | ------------ | ------------ | --------- | --------- |
|           | Célestin Nicolas       | Rép mod   | 341          | 82,97        | 944       | 81,87     |
|           | Gustave Lacascade      | Rad       | 270          | 65,69        | 542       | 47,01     |
|           | Émile Réaux            | Rép mod   | 237          | 57,66        |           |           |
|           | René Monnerot *        | Conserv   | 79           | 19,22        | 613       | 53,17     |
|           | A. Richard             |           | 62           | 15,09        |           |           |
|           | Alcide Léger           |           | 57           | 13,87        |           |           |
|           | Jean-François Guilliod | Rép mod   | 57           | 13,87        |           |           |
|           |                        |           |              |              |           |           |
| Inscrits  | Inscrits               | Inscrits  | 7 148        | 100,00       | 7 148     | 100,00    |
| Votants   | Votants                | Votants   | 411          | 5,75         | 1 153     | 16,13     |
| Exprimés  |                        |           |              |              |           |           |

*sortant

### Canton de Capesterre
- Un seul conseiller est à élire.

| Candidats | Candidats             | Étiquette | Premier tour | Premier tour |
| Candidats | Candidats             | Étiquette | Voix         | %            |
| --------- | --------------------- | --------- | ------------ | ------------ |
|           | Richard Jean-Romain * | Rép mod   | 569          | 99,48        |
|           |                       |           |              |              |
| Inscrits  | Inscrits              | Inscrits  | 2 145        | 100,00       |
| Votants   | Votants               | Votants   | 572          | 26,27        |
| Exprimés  |                       |           |              |              |

*sortant

### Canton du Moule
- Trois conseillers sont à élire.

| Candidats | Candidats                            | Étiquette | Premier tour | Premier tour | Ballotage | Ballotage |
| Candidats | Candidats                            | Étiquette | Voix         | %            | Voix      | %         |
| --------- | ------------------------------------ | --------- | ------------ | ------------ | --------- | --------- |
|           | Auguste Duchassaing de Fontbressin * | Conserv   | 419          | 72,12        | 524       | 50,68     |
|           | Charles Alléaume                     | Conserv   | 389          | 66,95        | 478       | 46,23     |
|           | Louis Valleton *                     | Conserv   | 384          | 66,09        | 739       | 71,47     |
|           | Barrière (père)                      |           | 181          | 31,15        |           |           |
|           | E. Mabille                           |           | 161          | 27,71        |           |           |
|           | Charles Durand                       |           | 157          | 27,02        |           |           |
|           |                                      |           |              |              |           |           |
| Inscrits  | Inscrits                             | Inscrits  | 3 542        | 100,00       | 3 549     | 100,00    |
| Votants   | Votants                              | Votants   | 581          | 16,40        | 1 034     | 29,14     |
| Exprimés  |                                      |           |              |              |           |           |

*sortant

### Canton de Marie-Galante
- Deux conseillers sont à élire.

| Candidats | Candidats             | Étiquette | Premier tour | Premier tour | Ballotage | Ballotage |
| Candidats | Candidats             | Étiquette | Voix         | %            | Voix      | %         |
| --------- | --------------------- | --------- | ------------ | ------------ | --------- | --------- |
|           | Léopold Raiffer       | Conserv   | 224          | 91,06        | 175       | 55,38     |
|           | Auguste Saint-Blancat | Conserv   | 172          | 69,92        | 171       | 54,11     |
|           | Charles Figuères      |           | 53           | 21,55        |           |           |
|           |                       |           |              |              |           |           |
| Inscrits  | Inscrits              | Inscrits  | 2 895        | 100,00       | 2 895     | 100,00    |
| Votants   | Votants               | Votants   | 246          | 8,48         | 316       | 10,92     |
| Exprimés  |                       |           |              |              |           |           |

*sortant